# Gymnothorax nasuta
Gymnothorax nasuta är en fiskart som beskrevs av De Buen, 1961. Gymnothorax nasuta ingår i släktet Gymnothorax och familjen Muraenidae. Inga underarter finns listade i Catalogue of Life.